# Mount Weir
Il Mount Weir è una ripida sezione della scarpata dell'altopiano antartico e che fa parte dei Monti Bush, una catena montuosa dei Monti della Regina Maud, in Antartide. La maggior parte delle rocce del Mount Weir sono esposte con la faccia verso nordest. È posizionato proprio alla base del Fulgham Ridge, alla testata del Ghiacciaio Ramsey.
Fu scoperto e fotografato dalla Operation Highjump (1946–47) della U.S. Navy, durante il volo 8A del 6 febbraio 1947 e denominato dal Comitato consultivo dei nomi antartici (US-ACAN) in onore del maggiore Robert R. Weir dei United States Marine Corps (USMC), pilota del volo 8A dalla base di esplorazione Little America al Polo Sud e ritorno.